# Negulești, Bacău
Negulești este un sat în comuna Dealu Morii din județul Bacău, Moldova, România.